# Alexis Jandard
Alexis Jandard, né le 23 avril 1997 à Écully (Rhône), est un plongeur français.

## Biographie

### Carrière sportive
Alexis Jandard pratique la gymnastique à haut niveau durant son adolescence. Puis, à 14 ans, il se reconvertit au plongeon.
Il termine 7e de l'épreuve par équipe mixte, 9e de l'épreuve de plateforme à 10 mètres et 12e de l'épreuve de tremplin à 3 mètres aux Jeux olympiques de la jeunesse de 2014 à Nankin.
Il est médaillé de bronze de l'épreuve de plateforme à 10 mètres aux Jeux européens de 2015 à Bakou.
Il participe aux Jeux olympiques d'été de 2020 à Tokyo, terminant 16e de l'épreuve de tremplin à 3 mètres.
En 2021, lors d'un entrainement à Kanazawa au Japon, il brise la planche du tremplin à 3 mètres au moment de prendre son impulsion.
Aux Championnats du monde de natation 2022 à Budapest, il devient vice-champion du monde de plongeon par équipe mixte avec Jade Gillet.
Il est médaillé d'argent du tremplin à 1 mètre, médaillé de bronze du tremplin à 3 mètres et médaillé de bronze du tremplin synchronisé à 3 mètres avec Jules Bouyer aux Jeux européens de 2023 (qui font aussi office de Championnats d'Europe de plongeon) à Rzeszów,,.
Le 15 juillet 2023, à Fukuoka, aux Championnats du monde de natation, il est avec Jules Bouyer médaillé de bronze du tremplin synchronisé à 3 mètres.
En avril 2024, lors de l'inauguration du centre aquatique olympique de Saint-Denis, en vue des JO de Paris 2024,,,, en présence du président de la République Emmanuel Macron, il participe à une démonstration en groupe où il perd l'équilibre provoquant une chute. Il reçoit les félicitations de la Fédération française de la Lose, avec laquelle il prouve qu'il est aussi champion de l'autodérision.

### Carrière professionnelle
Fin février 2023, Alexis Jandard intègre la Police nationale en tant que « réserviste opérationnel »,,.

## Palmarès

### Championnat du monde
- 2019 : Grand prix FINA à Singapour
  -  Médaille d'or tremplin à 3 mètres synchronisé masculin (avec Gwendal Bisch)

2021 :  coupe du monde de Tokyo qualificative aux jeux olympiques.
- 2022 : Championnat du Monde Team Event à Budapest (Hongrie) :
  -  Médaille d'argent du plongeon par équipe mixte (avec Jade Gillet).

2023 : Jeux européens de Cracovie 
-   médaillé de bronze du 3m individuel & synchronisé 
-  vice champion d'Europe du 1m 

- 2023 : Championnats du monde de natation à Fukuoka (Japon) : 
  -  Médaille de bronze par équipe mixte à 3 mètres (avec Jules Bouyer)

2024 :
 championnats d'Europe Belgrade (SER) 
- champion d'Europe du 3m synchronisée avec Jules Bouyer